# Eldgjá
De Eldgjá is een vulkanische kloof op IJsland. Het natuurfenomeen maakt deel uit van de Katla vulkaan en ligt tussen Landmannalaugar en Kirkjubæjarklaustur. De kloof is 40 km lang, 270 m diep en op zijn breedst 600 m wijd.

## Geschiedenis
De kloof is pas in 1893 ontdekt door de geoloog Þorvaldur Thoroddsen.
De laatste uitbarsting zou dateren uit 939, dit is gebaseerd op de dendrochronologisch onderzoek, waaruit blijkt dat het jaar 940, het koudste jaar was in de laatste 1500 jaar in het noordelijk halfrond.
In maart 2018 suggereerde een team van middeleeuwenhistorici en wetenschappers van de Universiteit van Cambridge, dat het middeleeuws IJslands gedicht, Völuspá, daterend uit 961, een ongeveer eigentijdse kroniek was van de uitbarsting van de Eldgjá in 939. De onderzoekers suggereerden dat de dramatische beelden van de uitbarsting van de Eldgjá doelbewust werden gebruikt om de invoering van het christendom op IJsland te versnellen.